# Kreis Gyula
Der Kreis Gyula (ungarisch Gyulai járás) ist ein Kreis im Nordwesten des südostungarischen Komitats Békés. Er grenzt im Norden an das Komitat Hajdú-Bihar und im Osten an Rumänien (3 Grenzgemeinden). Der Kreis ging während der ungarischen Verwaltungsreform Anfang 2013 unverändert aus dem gleichnamigen Kleingebiet (Gyulai kistérség) hervor.

Der Kreis Gyula hat eine durchschnittliche Gemeindegröße von 10.045 Einwohnern auf einer Fläche von 103,31 Quadratkilometern. Die Bevölkerungsdichte des drittbevölkerungsreichsten Kreises liegt über der des Komitats. Verwaltungssitz ist die Stadt Gyula im Norden des Kreises.

## Gemeindeübersicht
| Gemeinde    | Status       | Herkunft Kleingebiet | Einwohnerzahl | Einwohnerzahl | Einwohnerzahl | Fläche     | Bevölkerungs- dichte (Ew./km²) |
| Gemeinde    | Status       | Herkunft Kleingebiet | 01.10.2011    | 01.01.2013    | 01.01.2016    | 01.01.2016 | Bevölkerungs- dichte (Ew./km²) |
| ----------- | ------------ | -------------------- | ------------- | ------------- | ------------- | ---------- | ------------------------------ |
| Elek *      | Stadt        | Gyula                | 4.927         | 4.851         | 4.659         | 54,91      | 84,8                           |
| Gyula *     | Stadt        | Gyula                | 31.067        | 31.199        | 30.318        | 255,80     | 118,5                          |
| Kétegyháza  | Großgemeinde | Gyula                | 3.808         | 3.694         | 3.458         | 50,49      | 68,5                           |
| Lőkösháza * | Gemeinde     | Gyula                | 1.825         | 1.835         | 1.743         | 52,02      | 33,5                           |
| Kreis Gyula |              |                      | 41.627        | 41.579        | 40.178        | 413,22     | 97,2                           |

* Grenzgemeinde zu Rumänien